# 史渙
史 渙（し かん、? － 209年）は、中国後漢時代末期の武将。字は公劉。豫州沛国（現在の江蘇省沛県を中心とする地域）の人。子は史静。

## 人物

### 生涯
若い頃は任侠の徒にして勇敢であり、忠義と武勇によって著名であった。曹操が初めて旗揚げした時から客分として随行し、行中軍校尉の地位に就いた。遠征時には常に諸将を監督し、曹操からの信頼も厚かった。
建安4年（199年）、袁紹と合流しようとしていた眭固を、曹仁らと共に撃破し、その軍勢を手中に収めることに成功した。
建安5年（200年）、官渡の戦いで曹操は荀攸の計略を用い、史渙と徐晃に韓猛の輸送隊を攻撃させた。史渙らは数千輌の穀物輸送車を焼き払い、袁紹軍は多くの兵糧を失った。
建安12年（207年）、曹操が柳城の袁尚らを討伐しようとした際、遠征して敵地に深く進入することは万全の計画ではないと考え、同僚の韓浩に曹操を諌めようと相談を持ちかけた。しかし韓浩から、「我々2人は中軍の指揮官であるから、士気を削いではならない」と逆に諌められた。
史渙は中領軍まで出世し、列侯に封じられた。建安14年（209年）に死去し、子の史静が後を継いだ。

### 演義での史渙
小説『三国志演義』では、倉亭の戦いで袁尚と一騎討ちの末、討ち取られる設定になっている。